# Wieża bramna w Montbrison
Wieża bramna w Montbrison – pozostałości północnego muru obwodowego oraz brama z basztą i częścią muru od południa. Od 2009 roku posiada status Patrimoine architectural (Mérimée).

## Lokalizacja
Wieża znajduje się przy 13 Rue du Palais de Justice, w centrum miejscowości Montbrison, w departamencie Loara, w regionie Owernia-Rodan-Alpy.

## Historia
Wieża (baszta) jest jednym z nielicznych pozostałości drugich murów zamkowych zbudowanych za rządów hrabiego Guya IV. Mury zostały zbudowane w latach 1223–1258. Obwarowania zamku posiadały trzy bramy: od północy bramę Savigneux lub Colombier, od południa bramę arcykapłana i od zachodu główne wejście zwane le Portail, ale także la Grande porte lub le portal de la Croys, ponieważ prowadzi do Faubourg de la Croix. Bramy tej, wychodzącego na Grand Chemin, broniły dwie okrągłe wieże; zespół wieży i bramy nazywany jest wówczas de Barrière. W 1700 roku rozebrano lewą, mniejszą wieżę. Na jej miejscu wizytki zbudowały swoją kaplicę.
Jak podaje Etienne Fournial, w XIV wieku wieża Barrière służyła do ogłaszania aktów administracyjnych.
W 1717 roku, wieżę strawił pożar, należała wówczas do szpitala sióstr Szarytek, i mieściła się w niej fabryka prochu.
W 1809 roku należała do Javelle de la Garde, następnie do gminy, która sprzedała ją w 1908 roku Camille de Meaux.

## Opis
Wieża zbudowana jest z kamienia granitowego, posiada podpiwniczenie i cztery piętra.
Okrągły czterospadowy dach pokryty jest dachówkami, szkielet dachu wykonany jest z drewna. Elewacja posiada cztery prostokątne okna, oraz drzwi na I poziomie i okno fazowane na II poziomie, pochodzące z XVI wieku. Na poziomie III i IV znajdują się dwa okna o ostrych obramowaniach z XIX w. Parter murowany jest zamknięty w jednokondygnacyjnym budynku. Sklepiona piwnica, wewnętrzna klatka schodowa w ścianie pomiędzy 3. i 4. piętrem. Na 4 piętrze wybudowany był kominek.